# Pratapgarh City
Pratapgarh City é uma cidade e uma nagar panchayat no distrito de Pratapgarh, no estado indiano de Uttar Pradesh.

## Demografia
Segundo o censo de 2001, Pratapgarh City tinha uma população de 12,339 habitantes. Os indivíduos do sexo masculino constituem 52% da população e os do sexo feminino 48%. Pratapgarh City tem uma taxa de literacia de 52%, inferior à média nacional de 59.5%: a literacia no sexo masculino é de 62% e no sexo feminino é de 40%. Em Pratapgarh City, 18% da população está abaixo dos 6 anos de idade.